# Isla Jacques Cousteau
Isla Jacques Cousteau, även kallad Isla Cerralvo är en ö i Mexiko. Den ligger på östra kusten av delstaten Baja California Sur, i den västra delen av landet. Isla Jacques Cousteau tillhör La Paz kommun och ligger relativt nära staden La Paz. Arean är 135 kvadratkilometer.